# محمد أوسلو
محمد أوسلو (بالتركية: Mehmet Uslu)‏ (25 فبراير 1988 بإزميد في تركيا - ) هو لاعب كرة قدم تركي في مركز الدفاع. شارك مع منتخب تركيا تحت 17 سنة لكرة القدم ومنتخب تركيا تحت 19 سنة لكرة القدم. أما مع النوادي، فقد لعب مع أوفتاس سبور وقونيا سبور وKartal S.K. ‏ وصقارية سبور ‏.

## روابط خارجية
- محمد أوسلو على موقع اتحاد تركيا (لاعب) (الإنجليزية)
- محمد أوسلو على موقع قاعدة بيانات كرة القدم.إي يو (الإنجليزية)
- محمد أوسلو على موقع Soccerway.com (الإنجليزية)
- محمد أوسلو على موقع عالم كرة القدم.نت (الإنجليزية)
- محمد أوسلو على موقع AS.com (الإسبانية)